# Posthumano
Posthumano es un concepto originario de los campos de la ciencia ficción, la futurología, el arte contemporáneo y la filosofía que significa una persona o entidad que existe en un estado más allá del ser humano. El concepto tiene como objetivo abordar una variedad de cuestiones, incluidas la ética y la justicia, el lenguaje y la comunicación entre especies, los sistemas sociales y las aspiraciones intelectuales de la interdisciplinariedad. El poshumanismo no debe confundirse con el transhumanismo (la mejora biotecnológica de los seres humanos) y las definiciones estrechas de lo posthumano como la esperada trascendencia de la materialidad. La noción de posthumano surge tanto en el posthumanismo como en el transhumanismo, pero tiene un significado especial en cada tradición. En 2017, Penn State University Press, en cooperación con Stefan Lorenz Sorgner y James Hughes, crearon la Revista de Estudios Posthumanos, en la que se pueden analizar todos los aspectos del concepto "posthumano".

## Posthumanismo
En la teoría crítica, el posthumano es un ser especulativo que representa o busca reconcebir lo humano. Es objeto de la crítica posthumanista, que cuestiona críticamente el humanismo, rama de la filosofía humanista que afirma que la naturaleza humana es un estado universal del que emerge el ser humano; La naturaleza humana es autónoma, racional, capaz de libre albedrío y unificada en sí misma como cúspide de la existencia. Así, la posición posthumana reconoce la imperfección y la desunión dentro de uno mismo, y comprende el mundo a través de perspectivas heterogéneas mientras busca mantener el rigor intelectual y la dedicación a las observaciones objetivas. La clave de esta práctica posthumana es la capacidad de cambiar perspectivas con fluidez y manifestarse a través de diferentes identidades. Lo posthumano, para los teóricos críticos del tema, tiene una ontología emergente más que estable; en otras palabras, el posthumano no es un individuo singular y definido, sino alguien que puede "convertirse" o encarnar diferentes identidades y comprender el mundo desde perspectivas múltiples y heterogéneas.
Los enfoques del poshumanismo no son homogéneos y, a menudo, han sido muy críticos. El término en sí es cuestionado, y uno de los principales autores asociados con el poshumanismo, Manuel DeLanda, lo califica de "muy tonto". Cubrir las ideas de, por ejemplo, The Posthuman Condition de Robert Pepperell y How We Became Posthuman de Hayles bajo un solo término es claramente problemático debido a estas contradicciones.
El posthumano es aproximadamente sinónimo del "cyborg " de Un Manifiesto Cyborg de Donna Haraway. La concepción del cyborg de Haraway es una visión irónica de las concepciones tradicionales del cyborg que invierte el tropo tradicional del cyborg cuya presencia cuestiona la línea saliente entre humanos y robots. El cyborg de Haraway es en muchos sentidos la versión "beta" del posthumano, ya que su teoría del cyborg impulsó que el tema se abordara en la teoría crítica. Siguiendo a Haraway, Hayles, cuyo trabajo fundamenta gran parte del discurso posthumano crítico, afirma que el humanismo liberal (que separa la mente del cuerpo y, por lo tanto, retrata al cuerpo como un "caparazón" o vehículo para la mente) se vuelve cada vez más complicado a finales del siglo XX y XXI porque la tecnología de la información pone en duda el cuerpo humano. Hayles sostiene que debemos ser conscientes de los avances de la tecnología de la información y al mismo tiempo entender la información como "incorpórea", es decir, algo que no puede reemplazar fundamentalmente al cuerpo humano, sino que sólo puede incorporarse a él y a las prácticas de vida humanas.

### Post-posthumanismo y ética post-cyborg
Recientemente se ha introducido la idea de post-posthumanismo (post-cyborgismo). Este conjunto de trabajos describe los efectos secundarios de la adaptación a largo plazo a las tecnologías cyborg y su posterior eliminación, por ejemplo, lo que sucede después de 20 años de usar constantemente tecnologías de gafas mediadas por computadora y posteriormente eliminarlas, y de la adaptación a largo plazo a las tecnologías virtuales. Mundos seguidos de un retorno a la "realidad" y la ética post-cyborg asociada (por ejemplo, la ética de la eliminación forzada de tecnologías cyborg por parte de las autoridades, etc.).
Los derechos políticos y naturales poshumanos se han enmarcado en un espectro con los derechos de los animales y los derechos humanos. El poshumanismo amplía el alcance de lo que significa ser una forma de vida valorada y ser tratada como tal (en contraste con ciertas formas de vida que son vistas como inferiores y de las que se aprovechan o matan); “Pide una definición más inclusiva de la vida y una mayor respuesta y responsabilidad moral y ética hacia las formas de vida no humanas en una era en la que las especies se difuminan y se mezclan. … [E]s interroga el ordenamiento jerárquico—y posteriormente la explotación e incluso la erradicación—de las formas de vida”.

## Transhumanismo

### Definición
Según los pensadores transhumanistas, un posthumano es un ser futuro hipotético "cuyas capacidades básicas exceden tan radicalmente las de los humanos actuales que ya no son inequívocamente humanos según nuestros estándares actuales". Los posthumanos se centran principalmente en la cibernética, el consecuente posthumano y la relación con la tecnología digital. Steve Nichols publicó el manifiesto del Movimiento Posthumano en 1988. Su temprana teoría evolutiva de la mente (MVT) permite el desarrollo de cerebros sensibles E1. El énfasis está en los sistemas. El transhumanismo no se centra en ninguno de estos. En cambio, el transhumanismo se centra en la modificación de la especie humana a través de cualquier tipo de ciencia emergente, incluida la ingeniería genética, la tecnología digital y la bioingeniería. A veces se critica al transhumanismo por no abordar adecuadamente el alcance del posthumanismo y sus preocupaciones por la evolución del humanismo.

### Métodos
Los posthumanos podrían ser inteligencias artificiales completamente sintéticas, o una simbiosis de inteligencia humana y artificial, o conciencias cargadas, o el resultado de realizar muchos aumentos tecnológicos más pequeños pero acumulativamente profundos a un humano biológico, es decir, un cyborg. Algunos ejemplos de esto último son el rediseño del organismo humano utilizando nanotecnología avanzada o mejora radical utilizando alguna combinación de tecnologías como ingeniería genética, psicofarmacología, terapias de extensión de la vida, interfaces neuronales, herramientas avanzadas de gestión de información, medicamentos para mejorar la memoria, computadoras portátiles o implantadas, y técnicas cognitivas.

### Futuro posthumano
Tal como se utiliza en este artículo, "posthumano" no se refiere necesariamente a un futuro conjeturado en el que los humanos estén extintos o ausentes de la Tierra. Kevin Warwick dice que tanto los humanos como los posthumanos seguirán existiendo pero los segundos predominarán en la sociedad sobre los primeros debido a sus habilidades. Recientemente, los estudiosos han comenzado a especular que el posthumanismo proporciona un análisis alternativo del cine y la ficción apocalípticos, a menudo presentando vampiros, hombres lobo, zombis y grises como evoluciones potenciales de la forma y el ser humanos.
Muchos autores de ciencia ficción, como Greg Egan, HG Wells, Isaac Asimov, Bruce Sterling, Frederik Pohl, Greg Bear, Charles Stross, Neal Asher, Ken MacLeod, Peter F. Hamilton, Ann Leckie y autores del Universo del Brazo de Orión, han escrito obras ambientadas en futuros posthumanos.

### Dios posthumano
Una variación del tema posthumano es la noción de un "dios posthumano"; la idea de que los posthumanos, al no estar ya confinados a los parámetros de la naturaleza humana, podrían volverse física y mentalmente tan poderosos como para parecer posiblemente dioses según los estándares humanos actuales. Esta noción no debe interpretarse como relacionada con la idea retratada en alguna ciencia ficción de que una especie suficientemente avanzada puede "ascender" a un plano superior de existencia; más bien, significa simplemente que algunos seres posthumanos pueden volverse extremadamente inteligentes y tecnológicamente sofisticados que su comportamiento posiblemente no sería comprensible para los humanos modernos, simplemente por su inteligencia e imaginación limitadas.